# Andi Zeqiri
Andi Zeqiri, né le 22 juin 1999 à Lausanne en Suisse, est un footballeur international suisse qui joue au poste d'attaquant au KRC Genk.

## Biographie

### Carrière en club

#### Débuts à Lausanne
Zeqiri commence à jouer au football dès l'âge de 9 ans, au sein du Stade Lausanne-Ouchy, intégrant 3 ans après le centre de formation du FC Lausanne-Sport. Il fait ses débuts professionnels le 22 mai 2015 lors d'une défaite 2-1 à l'extérieur contre Le Mont, remplaçant Anđelko Savić (en) à la 71e minute.
Le 2 décembre 2017, il inscrit son premier but en Super League suisse, lors de la réception du FC Bâle. Il ne peut toutefois empêcher la lourde défaite de son équipe (1-4).
Le 26 mai 2019, il se met en évidence en étant l'auteur d'un triplé en Challenge League (D2 suisse) lors de la réception du FC Vaduz, permettant à son équipe de l'emporter sur le large score de 6-2. La saison suivante, toujours dans ce même championnat, il s'illustre de nouveau, en marquant un total de 17 buts, avec notamment cinq doublés[source insuffisante].

##### Prêt à la Juventus
Le 30 août 2016, Zeqiri a rejoint la Juventus pour évoluer en Campionato Primavera, sous la forme d'un prêt d'une saison avec option d'achat. Le 1er octobre 2016, il fait ses débuts lors d'une victoire 2-0 à domicile contre Sassuolo où il remplace Moise Kean à la 68e minute. Buteur régulier avec les moins de 19 ans du club de Turin et titulaire en UEFA Youth League, Zeqiri choisit néanmoins de rentrer à son club formateur, pour s'y faire une place de titulaire indiscutable.

##### Retour à Lausanne (2017-2020)
Voyant son rôle grandir au fil des saisons au sein du Lausanne-Sport, il termine notamment la saison 2019-2020 avec 17 buts en 33 matchs, permettant à son équipe de remporter le championnat et de s'assurer la promotion en Super League.

#### Brighton & Hove Albion (2020-2021)
En 2020, il quitte le FC Lausanne-Sport pour rejoindre la Premier League : le Brighton & Hove Albion FC.

##### Prêt au FC Augsbourg (2021-2022)
Lors de la saison 2021-2022, il est prêté pendant 1 saison au FC Augsbourg, il y jouera 23 matchs et a marqué 2 buts,.

##### Second prêt et retour en Suisse au FC Bâle (2022-2023)
En août 2022, il se fait prêté pour 1 saison au FC Bâle, et fête ainsi un retour en Suisse, il y portera le no 17. 
Il a obtenu une première titularisation sous ses nouvelles couleurs contre Young Boys dimanche 7 août. 
Il a choisi de quitter Brighton pour se mettre en valeur et avoir plus de temps de jeu, il a dans le coin de sa tête la Coupe du Monde au Qatar.
Le joueur se relance complètement durant son prêt en suisse : il joue 30 matches (dont 21 en tant que titulaire) de championnat et marque 11 buts.  Il explose également en Conférence League où, en 17 matches joués, il marque 6 buts et atteint avec son équipe les demi-finales.
Malgré des statistiques très honorables, les dirigeants de Bâle ne prolongent pas le prêt, notamment en raison de la concurrence forte en attaque.

#### KRC Genk (2023-2024)
Bien qu'il restât un an de contrat à Brighton & Hove Albion FC, Andi Zeqiri signe le 5 septembre 2023 pour 3 saisons au KRC Genk, vice-champion 2022-2023 de Belgique.
Sa 1ere saison est plutôt correcte : en 30 matches de championnat, il marque 7 buts.

##### Prêt au Standard de Liège (depuis 2024)
Le 6 septembre 2024, il reste en Belgique au Standard de Liège sous la forme d'un prêt avec option d'achat. Dès le 13 septembre, il est titulaire à Dender et inscrit le second but des Rouches (victoire 0-2) après une course, ballon au pied, de 60 mètres. Il devient titulaire régulier aux côtés de Dennis Eckert Ayensa et meilleur buteur du club avec 10 buts inscrits. En fin de saison, le Standard ne lève toutefois pas l'option d'achat et il retourne au KRC Genk.

### Carrière en sélection
Avec les espoirs suisses, il se met en évidence en inscrivant un total de neuf buts lors des éliminatoires de l'Euro espoirs 2021. Il marque notamment un doublé face à l'équipe de France en novembre 2019. En mars 2021, il participe à la phase finale du championnat d'Europe espoirs qui se déroule en Hongrie et en Slovénie. Il joue trois matchs lors de ce tournoi, avec pour résultats une victoire de prestiqe face à l'Angleterre, et deux défaites[source insuffisante].
Le 19 mai 2021, Zeqiri est inclus dans le groupe préliminaire de 29 joueurs suisses pour l'Euro 2020, ce qui constitue sa première convocation en équipe de Suisse senior,. Remplaçant inutilisé lors de sa première apparition dans l'équipe, une victoire amicale 2-1 à domicile contre les États-Unis le 30 mai, il fait néanmoins partie avec Dan Ndoye et Gregor Kobel des trois joueurs de la pré-liste qui n'intègrent pas celle définitives de 26 joueurs pour l'Euro.
Il fait finalement ses débuts pour la Nati le 1er septembre 2021, entrant en jeu lors d'un match amical contre la Grèce, une victoire 2-1 à Bâle,.

## Statistiques
| Saison                | Club                   | Championnat           | Championnat | Championnat | Coupe nationale | Coupe nationale | Coupe de la Ligue | Coupe de la Ligue | Compétition(s) continentale(s) | Compétition(s) continentale(s) | Compétition(s) continentale(s) | Total | Total |
| Saison                | Club                   | Division              | M.          | B.          | M.              | B.              | M.                | B.                | Comp.                          | M.                             | B.                             | M.    | B.    |
| 2014-2015             | FC Lausanne-Sport      | Challenge League      | 3           | 0           | 2               | 1               | -                 | -                 | -                              | -                              | -                              | 5     | 1     |
| 2015-2016             | FC Lausanne-Sport      | Challenge League      | 14          | 2           | 1               | 0               | -                 | -                 | -                              | -                              | -                              | 15    | 2     |
| 2016-2017             | FC Lausanne-Sport      | Super League          | -           | -           | 1               | 0               | -                 | -                 | -                              | -                              | -                              | 1     | 0     |
| 2017-2018             | FC Lausanne-Sport      | Super League          | 19          | 2           | 2               | 0               | -                 | -                 | -                              | -                              | -                              | 21    | 2     |
| 2018-2019             | FC Lausanne-Sport      | Challenge League      | 24          | 7           | 1               | 0               | -                 | -                 | -                              | -                              | -                              | 25    | 7     |
| 2019-2020             | FC Lausanne-Sport      | Challenge League      | 33          | 17          | 4               | 5               | -                 | -                 | -                              | -                              | -                              | 37    | 22    |
| 2020-2021             | FC Lausanne-Sport      | Super League          | 1           | 0           | 1               | 1               | -                 | -                 | -                              | -                              | -                              | 2     | 1     |
| Sous-total            | Sous-total             | Sous-total            | 94          | 28          | 13              | 8               | 0                 | 0                 | -                              | 0                              | 0                              | 107   | 36    |
| 2020-2021             | Brighton & Hove Albion | Premier League        | 9           | 0           | 3               | 0               | -                 | -                 | -                              | -                              | -                              | 12    | 0     |
| 2021-2022             | Brighton & Hove Albion | Premier League        | -           | -           | -               | -               | 1                 | 1                 | -                              | -                              | -                              | 1     | 1     |
| Sous-total            | Sous-total             | Sous-total            | 9           | 0           | 3               | 0               | 1                 | 1                 | -                              | 0                              | 0                              | 13    | 1     |
| 2020-2021             | FC Augsbourg (prêt)    | Bundesliga            | 22          | 2           | 1               | 0               | -                 | -                 | -                              | -                              | -                              | 23    | 2     |
| Sous-total            | Sous-total             | Sous-total            | 22          | 2           | 1               | 0               | 0                 | 0                 | -                              | 0                              | 0                              | 23    | 2     |
| 2022-2023             | FC Bâle (prêt)         | Super League          | 30          | 11          | 3               | 1               | -                 | -                 | C4                             | 17                             | 6                              | 50    | 18    |
| Sous-total            | Sous-total             | Sous-total            | 30          | 11          | 3               | 1               | 0                 | 0                 | -                              | 17                             | 6                              | 50    | 18    |
| 2023-2024             | KRC Genk               | Division 1A           | 9           | 3           | 1               | 1               | -                 | -                 | C1+C3+C4                       | 0+0+4                          | 0+0+1                          | 14    | 5     |
| Total sur la carrière | Total sur la carrière  | Total sur la carrière | 164         | 44          | 21              | 10              | 1                 | 1                 | -                              | 21                             | 7                              | 207   | 62    |

## Palmarès
| FC Lausanne-Sport - Championnat de Suisse D2 (1) : - Champion : 2019-20. |